# كادي لالان
كادي لالان (بالفرنسية: Cady Lalanne؛ مواليد 22 أبريل 1992) هو لاعب كرة سلة هايتي محترف يلعب في فريق كاوشيونغ أكواس في دوري كرة السلة التايواني للمحترفين. لعب كرة السلة الجامعية مع فريق مينوتمن من جامعة ماساتشوستس.

## النشأة
وُلد كادي، ابن بيرثا لالان، في بورت أو برانس، عاصمة هايتي. انتقل إلى الولايات المتحدة عندما كان في السابعة من عمره. التحق كادي بمدرسة أوك ريدج الثانوية في أورلاندو، فلوريدا، حيث تألق في فريق كرة السلة الجامعي.

## المسيرة الجامعية
في عام 2011، التحق لالان بجامعة ماساتشوستس، حيث حصل على تخصص رئيسي في علم الاجتماع. لعب لالان أربعة مواسم في جامعة ماساتشوستس، وأصبح واحدًا من ثلاثة لاعبين في تاريخ الجامعة سجلوا 1000 نقطة و800 كرة مرتدة و100 صد خلال مسيرتهم. وبصفته طالبًا في السنة الأخيرة في جامعة ماساتشوستس، حصل على جائزة الفريق الثالث في فريق أول-أتلانتيك 10 بعد أن حقق متوسط 11.6 نقطة و9.5 كرة مرتدة في 32 مباراة.

## المسيرة الاحترافية

### أوستن سبيرز (2015–2016)
في 25 يونيو 2015، تم اختيار لالان بالاختيار رقم 55 في إن بي إيه درافت 2015 من قبل سان أنطونيو سبيرز. في يوليو 2015، انضم إلى سبيرز لدوري الدوري الأمريكي الصيفي لكرة السلة 2015 في 30 أكتوبر 2015، تم تعيينه في أوستن سبيرز من دوري التطوير التابع لسان أنطونيو. في 13 نوفمبر، ظهر لأول مرة كمحترف في الفوز 104–82 على تكساس ليجندز، مسجلاً اثنتي عشرة نقطة وأربع متابعات وتمريرة حاسمة واحدة وصد واحد في 27 دقيقة. في 8 فبراير 2016، تم اختياره في فريق كل النجوم الغربي لمباراة كل النجوم في دوري التطوير الاميركي للمحترفين لعام 2016 كبديل لأورلاندو جونسون، الذي تلقى استدعاءً للدوري الاميركي للمحترفين. بعد أن حقق متوسط 12.6 نقطة و7.8 كرة مرتدة و1.2 صد و26.3 دقيقة في 29 مباراة. اعتُبر لالان أفضل لاعب وسط في دوري التطوير.

### كابيتانس دي أرسيبو (2016)
في 28 أبريل 2016، وقع لالان مع فريق كابيتانس دي أرسيبو في الدوري البورتوريكي. وفي اليوم التالي، شارم لأول مرة مع فريق كابيتانس في الخسارة 76–70 أمام سانتيروس دي أغوادا، مسجلاً تسع نقاط وسبع متابعات وصدتين في 14 دقيقة من مقاعد البدلاء.

### تشيجيانغ غولدين بولز (2016–2017)
في يوليو 2016، انضم لالان إلى فريق سان أنطونيو سبيرز في الدوري الأمريكي الصيفي لكرة السلة 2016 وفي 10 أكتوبر 2016، وقع لالان مع نادي تشيجيانغ غولدين بولز في الرابطة الصينية لكرة السلة.

### نيو باسكت برينديزي (2017–2018)
وقع لالاني مع نادي نيو باسكت برينديزي في دوري الدرجة الأولى الإيطالي لكرة السلة في 19 أغسطس 2017.

### بشكتاش (2018)
في 9 فبراير 2018، وقع لالان مع بشيكتاش لكرة السلة في الدوري التركي الممتاز لكرة السلة.

### باسكت مانريسا (2018–2019)
في 17 أغسطس 2018، وقع لالان عقدًا لمدة عام واحد مع باسكت مانريسا من الدوري الإسباني لكرة السلة.

### بيراتاس دي كويبراديلاس (2019)
في 3 يونيو 2019، انضم لالان إلى فريق بيراتاس دي كويبراديلاس في الدوري البورتوريكي.

### تشانغوون إل جي ساكرز (2019–2021)
في 10 يونيو 2019، وقع لالان مع نادي تشانغوون إل جي ساكرز في الدوري الكوري. بعد أن حقق متوسط 21.4 نقطة و10.9 كرة مرتدة في المباراة الواحدة، أعاد التوقيع مع الفريق في 27 أبريل 2020. تم استبداله في القائمة بتيريكو وايت في يناير 2021 بعد تعرضه لإصابة في إصبع القدم. تم اختياره كأحد نجوم الدوري الكوري لكرة القدم.

### بوسان كي تي سونيكبوم (2021–2022)
في 4 يوليو 2021، وقع عقدًا مع فريق بوسان كي تي سونيكبوم في الدوري الكوري لكرة السلة.

### سان بابلو بورجوس (2022)
في 28 أبريل 2022، وقع عقدًا مع نادي سان بابلو بورجوس في الدوري الإسباني لكرة السلة.

### الكويت الرياضي (2022–2024)
في أكتوبر 2022، لعب لالان مع نادي الكويت الرياضي الكويتي في بطولة الأندية العربية لكرة السلة 2022 التي أقيمت في الكويت. وساهم في فوز نادي الكويت الرياضي بالبطولة العربية لأول مرة في تاريخ النادي.

### أنيانغ (2024–2025)
في 27 يونيو 2024، وقع لالان مع نادي أنيانغ لكرة السلة في الدوري الكوري لكرة السلة.

### جونجو كي سي سي إجيس (2025)
في 10 يناير 2025، تم تبادل لالان إلى فريق بوسان كي تي سونيكبوم مقابل ديونتي بيرتون.

### كاوشيونغ أكواس (2025–الآن)
في 3 أغسطس 2025، وقع لالان عقدًا مع فريق كاوشيونغ أكواس في دوري كرة السلة التايواني للمحترفين.

### حقوق درافت إن بي أي
في 25 مارس 2021، قام فريق سان أنطونيو سبيرز بتبادل حقوق اختيار لالان مع فريق غولدن ستايت ووريورز مقابل ماركيز كريس ومبلغ مالي.

## وصلات خارجية
- كادي لالان على موقع سبورتس رفرنس (الإنجليزية)
- كادي لالان على موقع الدوري الإسباني لكرة السلة (الإسبانية)
- كادي لالان على موقع كرة السلة الأوروبية.كوم (الإنجليزية)
- كادي لالان على موقع DraftExpress.com (الإنجليزية)
- كادي لالان على موقع كلية كرة السلة في سبورتس رفرنس.كوم (الإنجليزية)
- كادي لالان على موقع ريلجم (الإنجليزية)
- كادي لالان على موقع بروبوليرز (الإنجليزية)
- كادي لالان على موقع سبورتس رفرنس (الإنجليزية)
- كادي لالان على موقع سبورتس رفرنس (الإنجليزية)

- ملف تعريف دوري إن بي أي دي (بالإنجليزية)
- السيرة الذاتية للاعبي مينيتمن في جامعة ماساتشوستس (بالإنجليزية)
- رحلة كادي (بالإنجليزية)
- ملف نيو باسكيت برينديزي (بالإنجليزية)